# Ranunculus hydrophilus
Ranunculus hydrophilus är en ranunkelväxtart som beskrevs av Charles Gaudichaud-Beaupré och Charles-François Brisseau de Mirbel. Ranunculus hydrophilus ingår i släktet ranunkler, och familjen ranunkelväxter. Inga underarter finns listade i Catalogue of Life.